# Premolo
Premolo (lombardul: Prémol) település Olaszországban, Lombardia régióban, Bergamo megyében. Lakosainak száma 1059 fő (2023. január 1.). Premolo Ardesio, Oltre il Colle, Ponte Nossa, Oneta, Gorno és Parre községekkel határos.

## Népesség
A település lakossága az elmúlt években az alábbi módon változott:
| Lakosok száma | 1141 | 1122 | 1059 |
|               | 2017 | 2018 | 2023 |